# Sekthaus Raumland

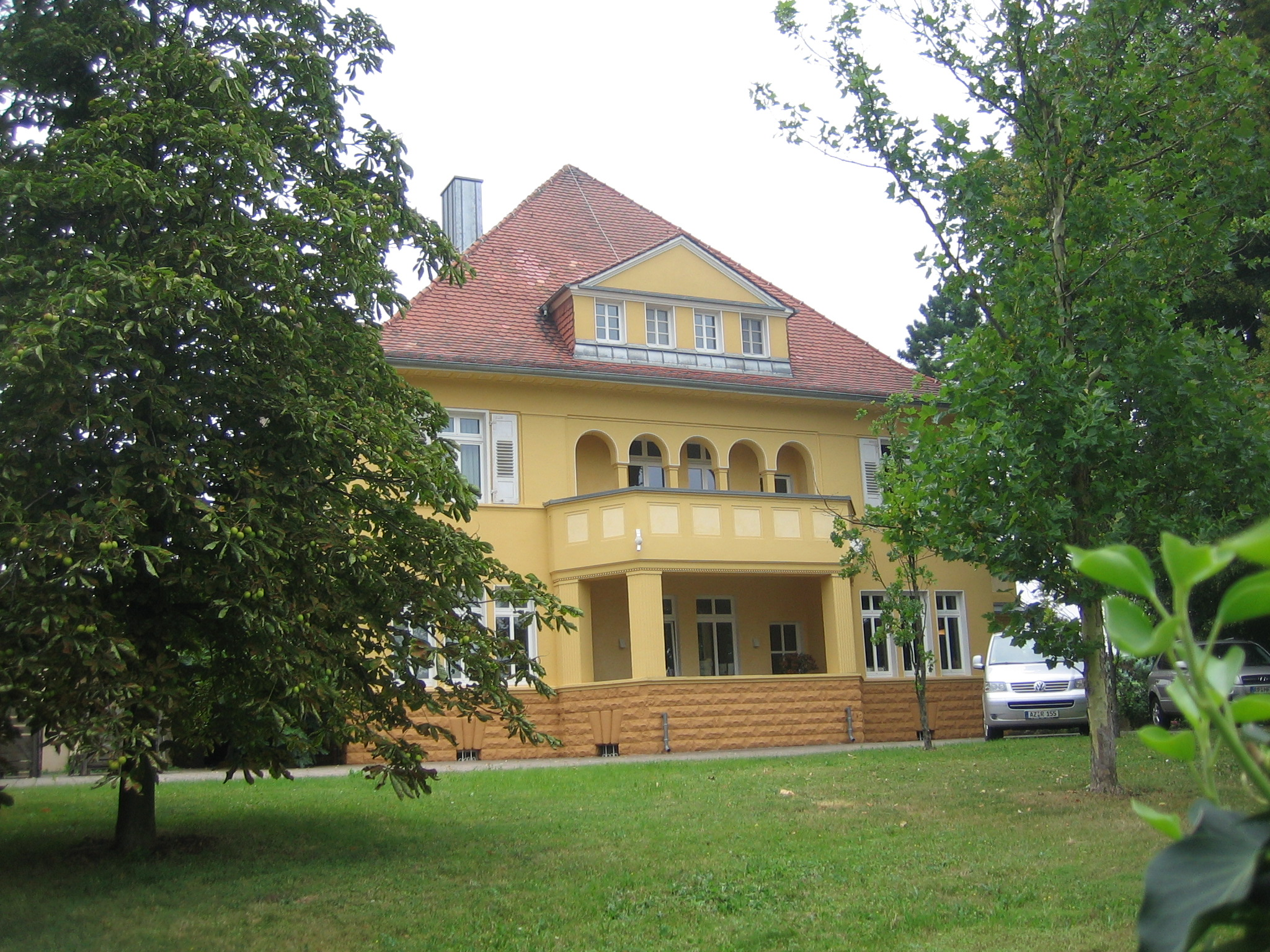
Sekthaus Raumland

Sekthaus Raumland ist ein Weingut und Sekthersteller mit Sitz in Flörsheim-Dalsheim. Das Haus wurde 1984 durch Volker Raumland gegründet und bewirtschaftet Lagen des südlichen Rheinhessens und der Pfalz, sowie die klassischen Rebsorten Spätburgunder, Müllerrebe, Weißburgunder  und Chardonnay. Seit 1. Januar 2020 ist das Sekthaus Raumland Mitglied im Verband Deutscher Prädikatsweingüter (VDP), es ist damit das erste reine VDP.Sektgut.

## Geschichte
Volker Raumland (* 1955) ist der zweite Sohn des pfälzischen Winzer-Ehepaares Willi und Hedwig Raumland in Bockenheim an der Weinstraße. Er absolvierte zunächst eine Lehre als Industriekaufmann in Mannheim und arbeitete anschließend im elterlichen Betrieb mit. Danach studierte er von 1980 bis 1984 Önologie und Getränketechnologie an der Fachhochschule Geisenheim.
Raumland entwickelte gemeinsam mit anderen Geisenheimer Studenten in einer betriebswirtschaftlichen Vorlesung die Idee einer mobilen Sektkellerei. Grundlage hierfür bildeten die Bestrebungen vieler Winzer einen eigenen Winzersekt anzubieten, für dessen Herstellung ihnen jedoch die speziellen Fachkenntnisse und Einrichtungen fehlten.
Nachdem er zunächst überwiegend für den Fremdbedarf versektet hatte, kommerzialisierte Raumland seinen Sekt selbst. Raumland erzeugte zunächst für die Sektherstellung geeignete Grundweine, um die Bedingungen für Sekt zu erfüllen. Geeignetes Terroir, gesunde Trauben, ökologische Wirtschaftsweise, sorgfältige Handlese und schonende Ganztraubenpressung ohne Einmaischung bilden nach eigenen Angaben die Grundlage seiner Philosophie. Die Moste werden, je nach Bedarf, dem biologischen Säureabbau, der malolaktischen Gärung unterzogen, damit kann der Zusatz von Schwefel minimiert werden. Der eigene Weinbergsbesitz in und um Dalsheim beträgt 14 ha.
Die gesetzlich vorbestimmte Mindest-Lagerzeit von einem Jahr für Qualitätsschaumwein wird oft deutlich übertroffen. Manche Sekte kommen erst nach zehn oder zwölf Jahren in den Handel, was natürlich entsprechende Lagerkapazitäten voraussetzt und eine hohe Kapitalbindung hervorruft.
Als "Spitzenprodukt des Sekthauses" wird der Triumvirat benannt; ein Cuvée aus der Einzellage „Dalsheimer Bürgel“, die sich westlich des Ortskerns von Dalsheim erstreckt und an der Champagnerherstellung orientiert hergestellt wird. Sie wird aus Pinot Noir, Pinot Meunier und Chardonnay zusammengestellt. Im Jahr 2010 kam die 5. Triumvirat - Grande Cuvée Brut auf den Markt. Eichelmann bewertete den Sekt mit 91, Gault Millau mit 92 Punkten.
Seit 1990 leben und arbeiten Volker Raumland und seine Frau Heide-Rose in einer Gründerzeit-Villa des damaligen Möbelfabrikanten Philipp Merkel im Ortsteil Dalsheim mit vierzehn Hektar angrenzendem und nicht angrenzendem Weinanbaugebiet. Heide-Rose Raumland stammt vom Stuttgarter Weingut Wöhrwag und ihr Bruder Hans-Peter studierte zusammen mit Volker Raumland in Geisenheim. Sie haben zwei Töchter, Marie-Luise, die BWL studierte, und Katharina. Raumland hat einige seiner Sekte nach seiner Frau und seinen Töchtern benannt.

## Auszeichnungen (Auswahl)
In den letzten Jahren erhielt das Gut folgende Ehrungen und Auszeichnungen:
- Gault-Millau Weinguide: 4,5 Trauben[5] Vier Sekte aus dem Hause Raumland schafften den Sprung in die Top Ten der besten Winzersekte des Landes. Bereits mehrfach siegten Sekte des Hauses in Folge in der Kategorie „Bester Deutscher Sekt“ des Gault Millau Weinguide.[6]
- „Eichelmann Deutschlands Weine“ bewertet das Weingut mit vier von fünf Sternen und dem Zitat: „Einmalig in Deutschland“
- Der Wein-Guide der Zeitschrift „Der Feinschmecker“ zählt das Gut 2010 mit dreieinhalb von fünf F zu den besten deutschen Weingütern.
- Das Sommelier Magazin, Verbandsorgan der Sommelier-Union, schrieb 2012 zu Raumlands Sekten: „Das Beste, das derzeit zu haben ist.“ Zwei der mit Top 4 aus Deutschland bewerteten Sekte stammen aus diesem Hause.[7]

## Film
- Der Perlkönig – Das Sekt-Wunder des Volker Raumland. Dokumentarfilm, Deutschland, 2015, 29:34 Min., Buch und Regie: Wolfgang Dürr, Produktion: SWR, Reihe: made in Südwest, Erstsendung: 30. Dezember 2015 bei SWR, Inhaltsangabe von ARD, online-Video.